# Pematang Obar
Pematang Obar is een (kelurahan) in het onderdistrict (kecamatan) Pulau Beringinin, regentschap Ogan Komering Ulu Selatan van de provincie Zuid-Sumatra, Indonesië. Pematang Obar telt 768 inwoners (volkstelling 2010).